# Isabel Provoost
Isabel Provoost (Middelburg, 1999) is een Nederlandse zangeres. In 2017 deed ze mee aan The Voice of Hollands waar ze tweede werd.

## Biografie
In 1999 werd Provoost geboren in Middelburg. In 2011 begon ze met haar middelbare schoolopleiding aan CSW van de Perre, en behaalde in 2016 haar havodiploma.
Op zevenjarige leeftijd begon ze met zingen. In 2013 deed Provoost mee aan het derde seizoen van The Voice Kids. Ze werd uiteindelijk tweede. In 2016 deed ze mee met het zevende seizoen van The voice of Holland. Wederom behaalde ze de tweede plaats.
In 2018 bracht ze haar eerste single uit, genaamd Without You. In 2019 belandde het nummer in de top 10 van de Zeeuwse Top 40.